# Monovale Drive
Der Monovale Drive ist eine Straße in der Wohnsiedlung Holmby Hills im Westen von Los Angeles. Sie beginnt am Ladera Drive im Osten und endet am North Carolwood Drive im Westen.

## Bekannte Anwohner
Die rund 170 Meter lange Straße verfügt nur über insgesamt sieben Anwesen, von denen sich drei auf ihrer Nordseite und vier auf ihrer Südseite befinden.
Sämtliche Villen auf der Nordseite der Straße wurden von weltbekannten Stars bewohnt und insbesondere das mittlere Anwesen mit der Nummer 144 beherbergte im Laufe der Zeit eine Vielzahl bekannter Persönlichkeiten aus der Filmbranche.
Die ersten beiden Grundstücke im Westen (Nummern 120 und 144) befinden sich zwischen dem Monovale Drive im Süden und dem Ladera Drive im Nordosten.
Unter Nummer 120 lebten in den 1960er Jahren der Sänger und Entertainer Frank Sinatra (1915–1998) und die Schauspielerin Mia Farrow (* 1945), die zwischen 1966 und 1968 miteinander verheiratet waren. Auch der Modedesigner Stan Herman (* 1938), der zwischen 1976 und 1981 mit der Schauspielerin Linda Evans (* 1942) verheiratet war, wohnte zeitweise unter dieser Adresse.
Unter Nummer 144 lebte zwischen 1938 und 1942 der Schauspieler Robert Montgomery (1904–1981) und unmittelbar vor bzw. nach ihm seine Berufskollegin Elizabeth Allan (1908–1990).
Zwischen 1946 und 1956 bewohnte der Drehbuch- und Bühnenautor Norman Krasna (1908–1984) das Anwesen und anschließend die Schauspielerin Dolores Dorn (1934–2019) sowie ihr Berufskollege Franchot Tone (1905–1968).
1970 erwarb Elvis Presley (1935–1977) das Anwesen für die Summe von 339.000 Dollar. Nach der Scheidung von Ehefrau Priscilla (* 1945) im Oktober 1973 zog sie sich mit ihrer gemeinsamen Tochter Lisa Marie (1968–2023) für eine kurze Zeit hierher zurück, während Elvis Presley sein in der North Hillcrest Road gelegenes Anwesen als Zweitwohnsitz neben seinem Hauptwohnsitz Graceland nutzte. 1975 verkaufte Presley das Haus am Monovale Drive für 625.000 Dollar an den Kojak-Darsteller Telly Savalas (1922–1994).
Nach ihm lebten die Schauspielerin und Sängerin Julie Andrews (* 1935) und der Filmregisseur Blake Edwards (1922–2010), die seit 1969 verheiratet waren, in dem Haus.
Das Haus Nummer 206 war Wohnstätte des Rappers Calvin Broadus (* 1971) und diente als Drehort für einige Rap-Videos.
Das Haus mit Nummer 135 auf der Südseite der Straße wurde in den 1970er Jahren vom Rolling-Stones-Sänger Mick Jagger (* 1943) bewohnt.
Hinter den Anwesen auf der Südseite der Straße verläuft der Sunset Boulevard, der das Wohnviertel Holmby Hills in einen nördlichen und einen südlichen Sektor unterteilt.